# František Radkovský
František Radkovský (* 3. říjen 1939, Třešť) je český katolický kněz, emeritní biskup plzeňský. Biskupské svěcení přijal v roce 1990 a až do roku 1993 byl pomocným biskupem pražským. V roce 1993 byl jmenován biskupem nově vzniklé Diecéze plzeňské, jejíž úřad vedl 23 let. V roce 2016 byl vystřídán Mons. Tomášem Holubem.

## Život
František Radkovský po maturitě na Jedenáctileté střední škole v Telči vystudoval MFF UK v Praze, obor matematická statistika (promoce 1962), vykonal základní vojenskou službu na Slovensku (1962–1964) a poté pracoval nejdříve jako statistik na Státním výzkumném ústavu pro výzkum automatizace sklářského průmyslu a posléze na Pedagogickém ústavu ČSAV, kde se zabýval modernizací výuky matematiky.
V roce 1966 začal studovat na Cyrilometodějské bohoslovecké fakultě v Litoměřicích; v roce 1969 zde složil skautský slib. Na kněze byl vysvěcen 27. června 1970. Působil jako kněz v Mariánských Lázních a později Františkových Lázních. 17. března 1990 jej papež Jan Pavel II. jmenoval titulárním biskupem aggarským a pomocným biskupem pražským, vysvěcen byl 7. dubna 1990. V následujícím roce se stal kanovníkem Metropolitní kapituly u sv. Víta, konkrétně byl jmenován 22. listopadu 1991 a o měsíc později, 29. prosince, instalován na místo canonicus cantor. Členem kapituly byl do roku 1993, kdy se stal prvním biskupem plzeňské diecéze. 3. října 2014 podal do rukou papeže rezignaci na svůj úřad z důvodu dosažení kanonického věku 75 let. Papež František rozhodl, že jej ponechá ještě jeden rok ve funkci diecézního biskupa. V únoru 2016 byl jeho nástupcem jmenován Mons. Tomáš Holub.
V srpnu roku 2019 přesídlil do Karlových Varů a nadále bude působit především v této části plzeňské diecéze.
Jeho životní příběh popisuje kniha rozhovorů V Boží režii Archivováno 5. 4. 2020 na Wayback Machine..

## Ocenění
Od roku 2009 je čestným občanem města Plzně a města Třeště.
V roce 2006 mu kmen dospělých Junáka – českého skauta udělil vyznamenání Syrinx za jeho duchovní službu skautskému hnutí. 28. 10. 2015 obdržel od prezidenta Miloše Zemana Medaili Za zásluhy (za zásluhy o stát).